# 南安经济开发区
南安经济开发区是2006年经国家发改委、省政府正式批准设立的省级开发区。开发区位于南安市区西部，包括成功科技工业区、扶茂岭工业区和福建省水暖专业工业区。规划总面积19.99平方公里，其中成功科技工业区3平方公里，扶茂岭工业区12.77平方公里，水暖工业区4.22平方公里，基本开发完成。